# 12482 Pajka
Pajka (asteróide 12482) é um asteróide da cintura principal, a 2,026576 UA. Possui uma excentricidade de 0,1612762 e um período orbital de 1 371,83 dias (3,76 anos).
Pajka tem uma velocidade orbital média de 19,16111445 km/s e uma inclinação de 8,63185º.
Este asteróide foi descoberto em 23 de Março de 1997 por Adrián Galád, Alexander Pravda.